# CubeBug–1
A CubeBug–1 (Capitán Beto) egy argentin teszt nanoműhold, az amatőr rádiózást segítő űreszköz.

## Küldetés
Nano technológiával készült űreszköz (mechanika, hardver és szoftver) technikai próbája mikrogravitációs környezetben. Alapvető célja az oktatás segítése.

## Jellemzői
A Tudományos Technológiai és Produktív Innováció (INVAP), a Satellogic SA és a Radio Club Barilochegyártotta és üzemeltette. Társműholdjai:
- GF 1 (kínai)
- TurkSat-3USat (török)
- NEE 01 Pegaso (ecuadori).

Megnevezései:
- COSPAR: 2013-018D
- SATCAT kódja:

2003. április 26-án a Csiucsüan Űrközpontból LC43 (LC–Launch Complex) jelű indítóállványról egy CZ-2D hordozórakétával állították alacsony Föld körüli pályára (LEO = Low-Earth Orbit). Az orbitális pályája 97,5 perces, 98,1 fokos hajlásszögű, elliptikus pálya perigeuma 627 kilométer, az apogeuma 654 kilométer volt.
Giroszkóppal forgás stabilizált űregység, számítógépe segíti a helymeghatározást. A műhold hívójele LU1VZ-11. Mérete: 10 x 10 x 20 centiméter. Tömege 2 kilogramm. Telemetria rendszere négy antennájával segítette az adás-vétel lehetőségét. Minden 93. percben van a Föld azonos pontja felett. Jeladója 15 – 30 másodpercenként továbbít egy oktatási csomagot. Alacsony felbontású 20 megapixeles kamerája Föld képeket továbbít. Az űreszköz felületét napelemek borították, éjszakai (földárnyék) energia ellátását újratölthető kémiai akkumulátorok biztosították.